# Wills Point
Wills Point é uma cidade localizada no estado norte-americano de Texas, no Condado de Van Zandt.

## Demografia
Segundo o censo norte-americano de 2000, a sua população era de 3496 habitantes.
Em 2006, foi estimada uma população de 3883, um aumento de 387 (11.1%).

## Geografia
De acordo com o United States Census Bureau tem uma área de
9,3 km², dos quais 9,3 km² cobertos por terra e 0,0 km² cobertos por água. Wills Point localiza-se a aproximadamente 162 m acima do nível do mar.

## Localidades na vizinhança
O diagrama seguinte representa as localidades num raio de 24 km ao redor de Wills Point.